# Sönam Gyaltsen
Lama Dampa Sönam Gyaltsen (1312-1375) was van 1344 tot 1347 de veertiende sakya trizin, de hoogste geestelijk leider van de sakyatraditie in het Tibetaans boeddhisme. Hij was een van de meest vooraanstaande sakyageleerden van de 14e eeuw.
Als sakya trizin volgde hij zijn broer Jamyang Donyö Gyaltsen op. Zijn zetel was de Shitog-residentie in het klooster Sakya.
In een van de biografieën die er over hem geschreven werden, wordt hij aangeduid als de nationaal leermeester voor de Mongoolse keizer. Hij was een leerling van Butön Rinchen Drub en zelf leermeester van lama's die later een groot aanzien verwierven, waaronder Tsongkhapa, Longchenpa, and Tai Situ Changchub Gyaltsen.
Gyaltsen was schrijver van een belangrijke vroege tekst in de Sakya Lamdre-traditie en steunde de eerste uitgave van de verzameling van werken van de Gongma Nga, de eerste voorvaders van de Sakya: Sachen Künga Nyingpo (1092-1158), Sönam Tsemo (1142-1182), Dragpa Gyaltsen (1147-1216), Sakya Pandita (1182-1251) en Phagspa (1235-1280).
Zijn belangrijkste werk was De heldere spiegel: Een koninklijke genealogie dat sinds het verschijnen tot in de huidige tijd een belangrijke rol is blijven spelen in de Tibetaanse geschiedschrijving.
Hij werd als sakya trizin opgevolgd door zijn neef (oomzegger) Tawen Lodrö Gyaltsen.